# Czaar Peterbuurt

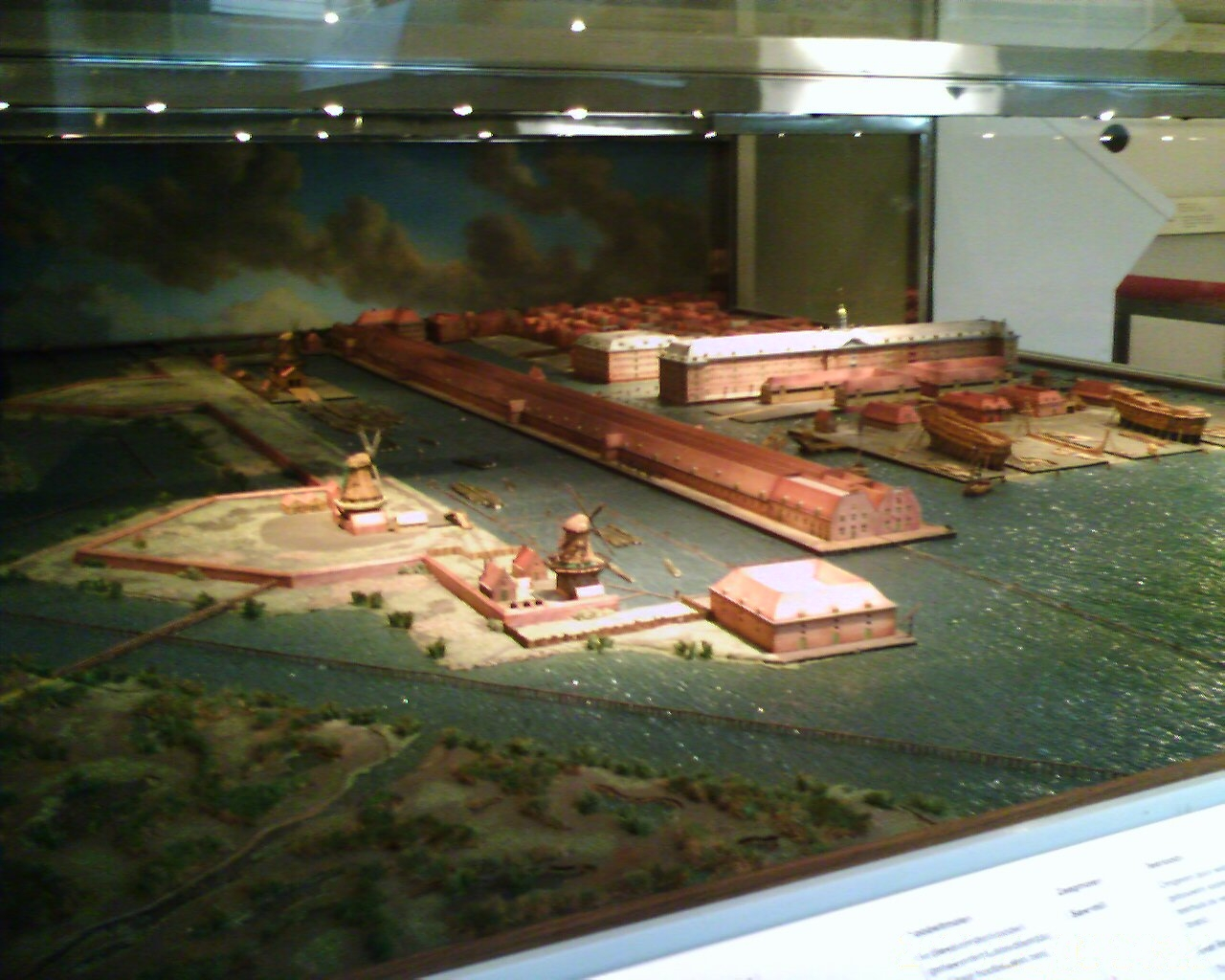
Czaar Peter gebied (Oostenburg) ten tijde van de VOC.

De Czaar Peterbuurt, vernoemd naar tsaar Peter de Grote, is een buurt in Amsterdam, in de Nederlandse provincie Noord-Holland. De buurt ligt in het Stadsdeel Amsterdam-Centrum, ten oosten van de Oostelijke Eilanden. Centraal in de buurt ligt de Czaar Peterstraat, Die zijn naam kreeg in 1878. Kenmerkend voor de buurt is het negentiende-eeuws karakter: smalle straten, weinig openbaar groen en kleine, ondiepe woningen.
De Czaar Peterbuurt wordt aan de zuidkant begrensd door de Oostenburgergracht en Cruquiuskade en aan de noordkant door de Spoorlijn Amsterdam Centraal – Amsterdam Muiderpoort. De zijstraten van de Czaar Peterstraat zijn: Eerste Coehoornstraat, Cruquiusstraat, Eerste Leeghwaterstraat, Tweede Leeghwaterstraat en Lijndenstraat. De andere straten in de Czaar Peterbuurt zijn: Blankenstraat, Kraijenhoffstraat, Conradstraat en Tweede Coehoornstraat.

## Geschiedenis
De Oostelijke Eilanden werden aangelegd in de tweede helft van de 17e eeuw. Hier waren veel scheepswerven, onder andere van de Admiraliteit van Amsterdam en de Vereenigde Oostindische Compagnie. Het gebied waarin de Czaar Peterbuurt nu ligt werd deels in 1663 in het IJ aangeplempt. Hier bevonden zich toen de lijnbanen van de VOC waar de touwen voor de Compagnie werden gedraaid. Op de noordelijke punt van de latere Czaar Peterbuurt was de Keerweer, het punt waar de schepen keerden. Het water tussen de lijnbanen en de stadswal werd omstreeks 1877 gedempt.

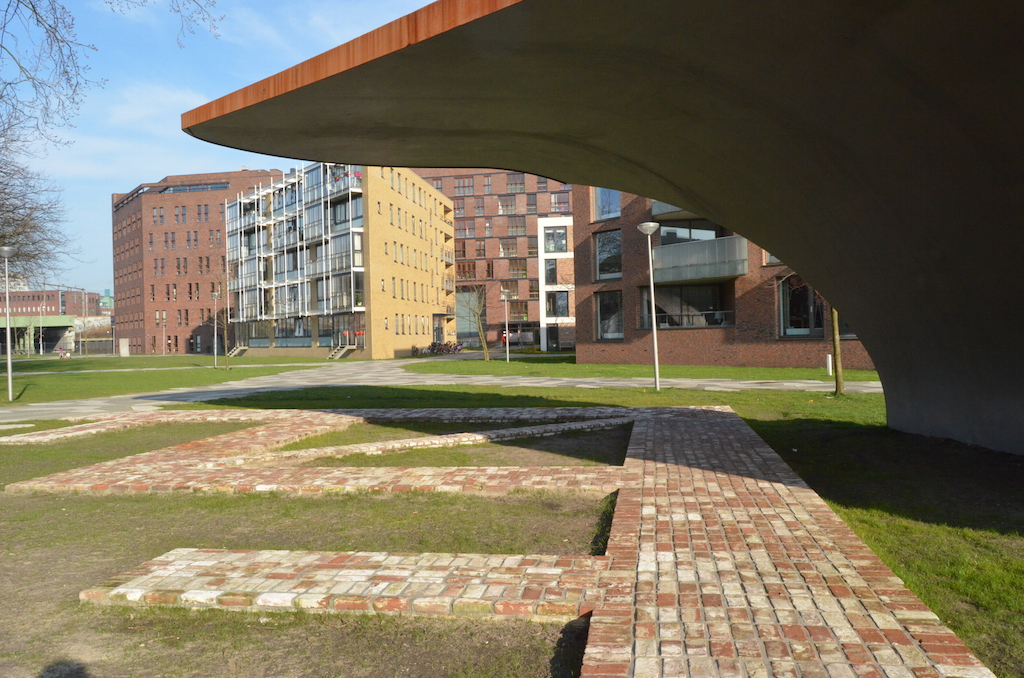
Funderingsresten van het Bolwerk Zeeburg in het Funenpark te Amsterdam.

Nabij de Czaar Peterbuurt lag tot 1877 het bolwerk Zeeburg. Vanaf 1878 lag hier het spoorwegemplacement Nieuwe Vaart, in de 20e eeuw was hier ook een overslagpunt van Van Gend & Loos. Na opbraak van de sporen in de jaren negentig kreeg het terrein een bestemming van woonbuurt en park 'De Funen’. Bij graafwerkzaamheden hiervoor werden restanten van de fundering van het bolwerk teruggevonden. Deze zijn zichtbaar gemaakt in het nieuw aangelegde Funenpark.
Er waren diverse windmolens in deze omgeving. De laatst overgebleven molen was de cacaomolen 'De Goede Verwachting', die in 1906 werd afgebroken om plaats te maken voor huizenbouw.
De eerste woningbouw in deze buurt stamt uit het laatste kwart van de 19e eeuw. Een voorbeeld hiervan zijn de Dubbeltjespanden aan de Czaar Peterstraat. Aan het einde van de 20e eeuw zijn veel panden door nieuwbouw vervangen, ook de Dubbeltjespanden heeft men niet voor de sloophamer kunnen behoeden, maar een deel van de buurt heeft nog zijn 19e eeuwse karakter behouden.
In de Czaar Peterstraat ligt ook de oorsprong van de metaal- en havenbonden van de vroegere NVV en gingen de eerste stakers de straat op.

## Tegenwoordig

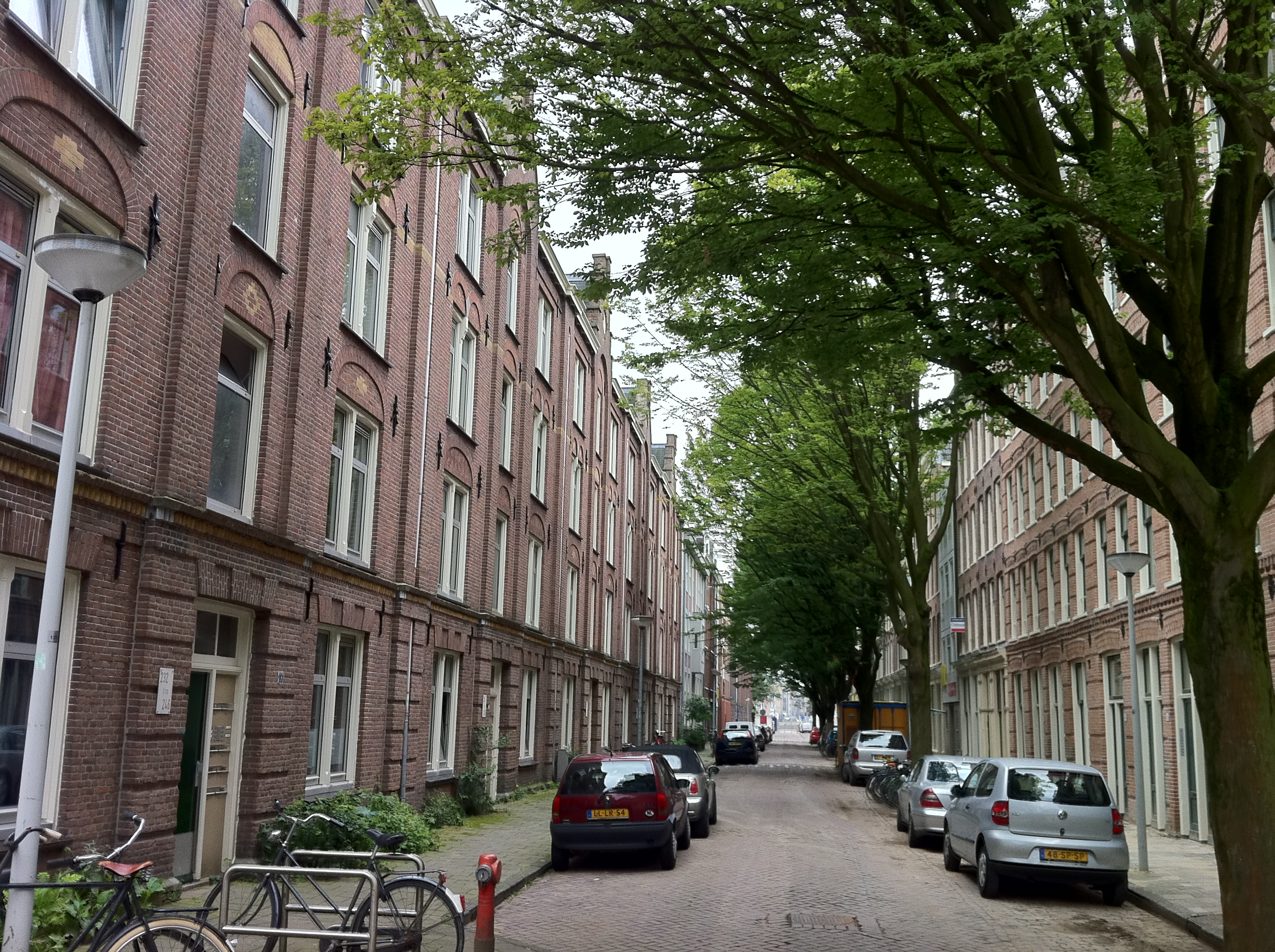
Kleine arbeiderswoningen in de Czaar Peterbuurt.

Kleine huishoudens met vrij lage inkomens waren lang oververtegenwoordigd in de Czaar Peterbuurt. In mei 2003 heeft de stadsdeelraad het Plan van Aanpak voor de Czaar Peterbuurt vastgesteld, omdat de buurt gekenmerkt werd door veel criminaliteit en overlast en veel slechte en kleine woningen. Een groot aantal verouderde sociale huurwoningen heeft plaatsgemaakt voor grotere huur- en koopwoningen, winkels, kleine bedrijfjes uit de creatieve sector, ateliers en horeca. Aan de west- en de oostzijde van de buurt, langs de Oostenburgervaart en op de Funen (het voormalige terrein van Van Gend & Loos) zijn veel nieuwe woningen gebouwd. De kwaliteit van de Czaar Peterbuurt is hiermee sterk verbeterd. Ook zijn er meer draagkrachtige bewoners in de Czaar Peterbuurt komen wonen.

## Vervoer
Vanaf 1884 was er een paardentramverbinding met het Kadijksplein. De tramlijn had zijn beginpunt bij de NSM-scheepswerf bij de Dijksgracht aan het einde van de Czaar Peterstraat en voerde via die straat en de Oostenburgergracht richting Kattenburgerplein. Het vroegere remise- en stalgebouw aan de Tweede Leeghwaterstraat is nog aanwezig. In 1906 werd deze lijn geëlektrificeerd en verlengd naar het Centraal Station en kreeg het lijnnummer 13. Vanaf 1932 nam lijn 19 zijn plaats in. Deze werd in 1938 door een busdienst vervangen, waarmee de Oostelijke Eilanden hun tramverbinding verloren.
Tussen 1938 en 1983 heeft deze buslijn onder verschillende nummers gereden: 19, M, 6 en 29. In 1983 werd de route door de Czaar Peterstraat overgenomen door lijn 28, en van 1994 tot 2004 door lijn 32. De lijnen 28 en 32 reden niet meer via de Prins Hendrikkade, maar een langere route via Kattenburgerstraat en Piet Heinkade.
In 2004 kwamen er weer tramrails in de Czaar Peterstraat en werd de busdienst vervangen door tramlijn 10, in 2018 vervangen door tramlijn 7. Deze lijn verbindt het Oostelijk Havengebied via de Czaar Peterstraat met de Sarphatistraat en verder.
Aan de noordkant van de Czaar Peterstraat loopt sinds 1874 de spoorlijn van Amsterdam Centraal naar station Amsterdam Muiderpoort. Tot in de jaren dertig lag deze gelijkvloers. In het kader van de spoorwegwerken Oost werd het spoor hooggelegd en werd de straat ingekort. Aan het eind van de straat kwam een viaduct te liggen. Dit vormt nu nog de grens met het gebied van de Rietlanden, deel van het Oostelijk Havengebied, sinds de jaren negentig een nieuwbouwwijk.

## Trivia
- In de Czaar Peterbuurt werd in 1983 de film Ciske de Rat opgenomen (uitgebracht in 1984). Het huis van de familie Vrijmoeth (o.a. Ciske en zijn moeder) bevindt zich in de film op Conradstraat 150. Voor het winkeltje van tante Jans werd de woning op Czaar Peterstraat 120 gebruikt. De school waar Ciske les heeft van meester Bruis, is het negentiende-eeuwse gebouw aan de Kraijenhoffstraat 32-34). De tunnel onder het spoor en de twee hoekhuizen op de kruising van de Czaar Peterstraat, de Parallelweg en de Frans de Wollantstraat, komen eveneens herhaaldelijk in beeld. In een van beide hoekhuizen (het meest spitse, Czaar Peterstraat 198) zijn de opnames gemaakt van het café waar Ciske en zijn moeder werkten.
- De eerste serie van Het Blok werd in de Czaar Peterstraat opgenomen.